# メディアス・ミュージック・フェス
メディアス・ミュージック・フェス (Medias Music Fes.、MMF) は、知多メディアスネットワーク（メディアス）が2008年（平成20年）から2013年（平成25年）まで毎年開催していた音楽イベントである。

## 概要
2008年（平成20年）1月20日、知多メディアスネットワークの開局10周年記念として「メディアス・ミュージック・フェス」を開催したのが始まり。
出演者はメディアス放送エリア（大府市・東海市・知多市・東浦町・阿久比町の一部）の出身者および出身者を含むバンドが出演しており、MCも含め地元出身者で構成されている。
会場は、開催年により異なり現在までに知多市の知多市勤労文化会館、大府市の大府市勤労文化会館、東浦町のイオンモール東浦で開催されている。2010年（平成22年）8月21日には知多市の新舞子マリンパークで初の夏フェスを開催した。2011年（平成23年）3月20日に開催した（東海市立勤労センタ―）Sweet Home Partyはでは初めてアマチュアのボーカルコンテストを同時開催。
また、この模様は後日知多メディアスネットワークの番組として放送される。
2014年（平成26年）からは「メディアスまちフェス」としてリニューアルしており、ダンスコンテストなどを含めた地域イベントとなっている。ミュージック・フェスの名前は消えたものの、ボーカルコンテストやスペシャルライブは存続している。

## 歴史

### メディアス・ミュージック・フェス
2008年1月20日開催。会場は知多市勤労文化会館。テーマは「〜Next 10years 未来をともに〜」。
MC
- 山浦ひさし、川崎郁美

出演者
- redballoon、ソフテロ、midnightPumpkin、HEAD PHONES PRESIDENT、WATER ROOM

### メディアス・ミュージック・フェス 09 WITH
2009年2月14日開催。会場は大府市勤労文化会館。テーマは「WITH」。
MC
- アンダーポイント、宮坂木実

ゲスト
- 村屋光二 (redballoon)

出演者
- GLORY JACKPOT SYSTEM、ketchup mania、midnightPumpkin、SPYAIR、WATER ROOM、ヨツヤタカヒロ.

### メディアス・ミュージック・フェス カフェスタイル
2010年3月13日開催。会場はイオンモール東浦。テーマは「カフェスタイル」で全出演アーティストがアコースティックスタイルで出演。
MC
- 早川えみ

出演者
- ソフテロ、早川えみ、BLYTE、満福旅団、ヨツヤタカヒロ.、redballoon

### メディアス・ミュージック・フェス おいじゃあ夏フェス!
2010年8月21日開催。会場は新舞子マリンパーク。テーマは「おいじゃあ夏フェス!」で、メディアス・ミュージック・フェスでは初の夏フェスとなる。また、知多市制40周年記念「おいじゃあ知多フェスタ2010」のイベントのひとつとして開催された。出演者は知多市ゆかりのバンド3組。
出演者
- redballoon、GLORY JACKPOT SYSTEM、midnightPumpkin

### メディアス・ミュージック・フェス ヨツヤタカヒロ．Sweet Home Party
2011年3月20日開催。会場は東海市立勤労センター。東海市出身のヨツヤタカヒロ．のワンマンライブ（ゲストでredballoon村屋光二）と地元のアマチュアボーカリストによるボーカルコンテストの最終審査。初代グランプリは「松尾静香さん」。
東日本大震災直後の開催となったため、会場での義援金募集も行った。
出演者
- ヨツヤタカヒロ．、村屋光二（redballoon）、川口舞（OA）、内藤聡（MC）

### Medias Music Fes. Vol.6 〜over the dream〜
2012年3月3日開催。会場は知多市勤労文化会館。出演者のライブとボーカルコンテストを開催。なお、出演者のredballoonはこのライブをもって活動を休止している。
出演者
- redballoon、GLORY JACKPOT SYSTEM、ヨツヤタカヒロ．、内藤聡（MC）